# فرودگاه لابو
فرودگاه لابو  (به انگلیسی: Labo Airport) (به زبان بومی: Paliparan ng Labo) یک فرودگاه همگانی مسافربری با کد یاتا OZC است که یک باند فرود بتن و آسفالت دارد و طول باند آن ۱۹۰۰ متر است. این فرودگاه در کشور فیلیپین قرار دارد و در ارتفاع ۵ متری از سطح دریا واقع شده است.

## شرکت‌های هواپیمایی و مقصدهای پروازی

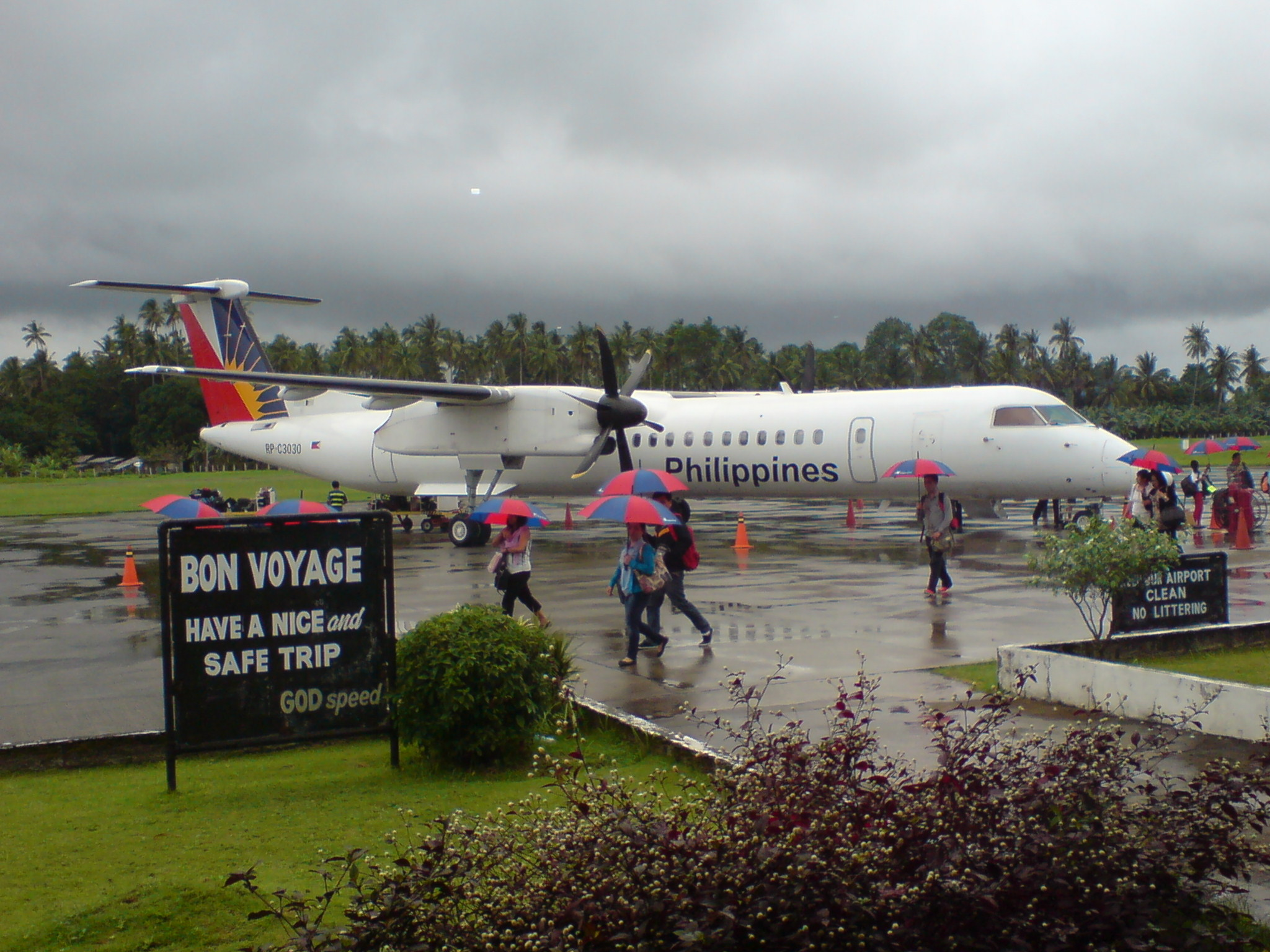
DHC-8-400 of Philippine Airlines at Ozamiz Airport

| شرکت‌های هواپیمایی                      | مقصدهای پروازی                                   |
| -------------------------------------- | ------------------------------------------------ |
| سبو پسیفیک                             | نینوی آکوئینو                                    |
| سبو پسیفیک اجرا توسط Cebgo             | مکتان-کبو                                        |
| فیلیپین ایرلاینز اجرا توسط PAL Express | مکتان-کبو (آغاز از ۱ دسامبر ۲۰۱۷), نینوی آکوئینو |

|خطوط هوایی ژاپن ]
اجرا توسط Cebgo | مکتان-کبو